# مرگ‌بازان
مرگ‌بازان (مرگ‌جویان) (به انگلیسی: Flatliners) فیلمی علمی–تخیلی وحشت روان‌شناختی آمریکایی محصول ۱۹۹۰ به کارگردانی جوئل شوماخر، نویسندگی پیتر فیلاردی و تهیه‌کنندگی مایکل داگلاس و ریک بیبر است. در این فیلم بازیگرانی همچون کیفر ساترلند، جولیا رابرتس، ویلیام بالدوین، اولیور پلات و کوین بیکن به ایفای نقش پرداخته‌اند. مرگ‌بازان در تاریخ ۱۰ اوت ۱۹۹۰ توسط کلمبیا پیکچرز به نمایش در آود. همچنین دنباله‌ای برای این فیلم با عنوان مرگ‌بازان با بازی الن پیج و دیه‌گو لونا و بازگشت کیفر ساترلند در سپتامبر ۲۰۱۷ اکران شد.

## داستان
نلسون، چهار تن از دوستان دانشکدهٔ پزشکی خود را متقاعد می‌کند که به او در کشف اسرار زندگی پس از مرگ کمک کنند. قلب نلسون به مدت یک دقیقه از حرکت می‌ایستد پیش از آنکه دوستانش او را احیا کنند، نلسون تجربه نزدیک به مرگ پیدا می‌کند و چیزهایی را مشاهده می‌کند. اما …